# Хаминская
Хаминская — опустевшая деревня в Красноборском районе Архангельской области. Входит в состав Верхнеуфтюгского сельского поселения.

## География
Находится в юго-восточной части Архангельской области на расстоянии приблизительно 13 км на запад-юго-запад по прямой от административного центра поселения деревни Верхняя Уфтюга на правобережье реки Уфтюга.

## История
Упоминалась ещё в 1670 году. В 1859 году здесь (деревня Сольвычегодского уезда Вологодской губернии) было учтено 6 дворов.

## Население
Численность населения: 49 человек (1859 год), 0 как в 2002 году, так и в 2010.